# Ojcowský národní park
Ojcowský národní park (polsky Ojcowski Park Narodowy) je národní park v Polsku, v krakovském okrese Malopolského vojvodství. Založen byl roku 1956. V současnosti má rozlohu 21,46 km², jde o nejmenší národní park v Polsku. Název nese podle malé vesnice Ojców, v níž sídlí vedení parku, a nedaleko níž se nachází stejnojmenná ruina hradu. Geologické a přírodní bohatství parku je tvořeno zvláště Krakovsko-čenstochovskou jurou (Wyżyna Krakowsko-Częstochowska), přesnějí její částí Wyżyna Olkuska. Park zahrnuje dvě říční údolí (Prądniku a Saspówky), četné vápencové útesy (nejznámější je 25 metrů vysoký Herkulův kyj) a přes 400 jeskyní. Největší z nich je jeskyně Łokietek (podle pověsti, se v ní ukrýval král Władysław I. Łokietek, po němž byla pojmenována). Je hluboká 320 metrů. V parku žije více než 5500 živočišných druhů. Patří mezi ně 4600 druhů hmyzu (včetně 1700 brouků a 1075 motýlů) a 135 ptáků. Mezi zdejší savce patří bobr, jezevec nebo hranostaj. Žije zde také 15 druhů netopýrů, z nichž mnozí přes zimu hibernují v jeskyních parku. Netopýr je i ve znaku parku. Nejstarší osídlení v této oblasti se datuje do paleolitu, do doby přibližně před 120 000 lety. Oblast je totiž bohatá na pazourek, pro pravěké lidi velmi cenný. Krom ruiny gotického hradu Ojców se na území parku nachází i další historická památka, velmi dobře zachovalý renesanční zámek Pieskowa Skała.